# Asian land mammal age
Een Asian land mammal age (afgekort: ALMA) is een stratigrafische biozone, een correleerbare zone in lagen sedimentaire gesteente, die een bepaalde assemblage van fossielen van Aziatische zoogdieren bevat. Hoewel biozones als biostratigrafische eenheden per definitie niet overal precies dezelfde ouderdom hoeven te hebben, worden ALMA's in de praktijk als tijdschaal gebruikt. Het Cenozoïcum van Azië wordt dan in deze tijdsnedes (Engels: ages) of etages (Engels: stages) opgedeeld. Gebruikelijker is het de geologische tijdschaal in te delen in de tijsnedes van de ICS. 
| ALMA          | Tijd geleden (Ma) | ICS-tijdvak | Naamgevende locatie               |
| Tabenbulakian | ~30 - 23,0        | Oligoceen   | Taben Bulak-formatie              |
| Hsandagolian  | 33,7 - ~30        | Oligoceen   | Hsanda Gol-formatie               |
| Ergilian      | 35,7 - 33,7       | Eoceen      | Ergilin Dzo-formatie              |
| Ulangochuian  | 37,25 - 35,7      | Eoceen      | Ulan Gochu-formatie               |
| Sharamurunian | 40,5 - 37,25      | Eoceen      | Shara Murun-formatie              |
| Irdinmanhan   | 46 - 40,5         | Eoceen      | Irdin Mahna-formatie              |
| Arshantan     | 49 - 46           | Eoceen      | Arshanto-formatie                 |
| Bumbaian      | 55,8 - 49         | Eoceen      | Bumban-deel, Naran Bulak-formatie |
| Gashantan     | 59 - 55,8         | Paleoceen   | Gashato-formatie                  |
| Nongshanian   | 61,8 - 59         | Paleoceen   | Nongshan-formatie                 |
| Shanghuan     | 66 - 61,8         | Paleoceen   | Shanghu-formatie                  |